# عمر حسنين
عمر حسنين (بالإنجليزية: Omar Hasanin)‏ هو دراج سوري. شارك في دورة الألعاب الأولمبية الصيفية.

## روابط خارجية
- عمر حسنين على موقع الاتحاد الدولي للدراجات (الإنجليزية)
- عمر حسنين على موقع أرشيف الدراجات (الإنجليزية)
- عمر حسنين على موقع إحصائيات الدراجات الإحترافية (الإنجليزية)
- عمر حسنين على موقع نسبة الدراجات (الإنجليزية)
- عمر حسنين على موقع أوليمبيديا (الإنجليزية)